# Seffersbachbrücke

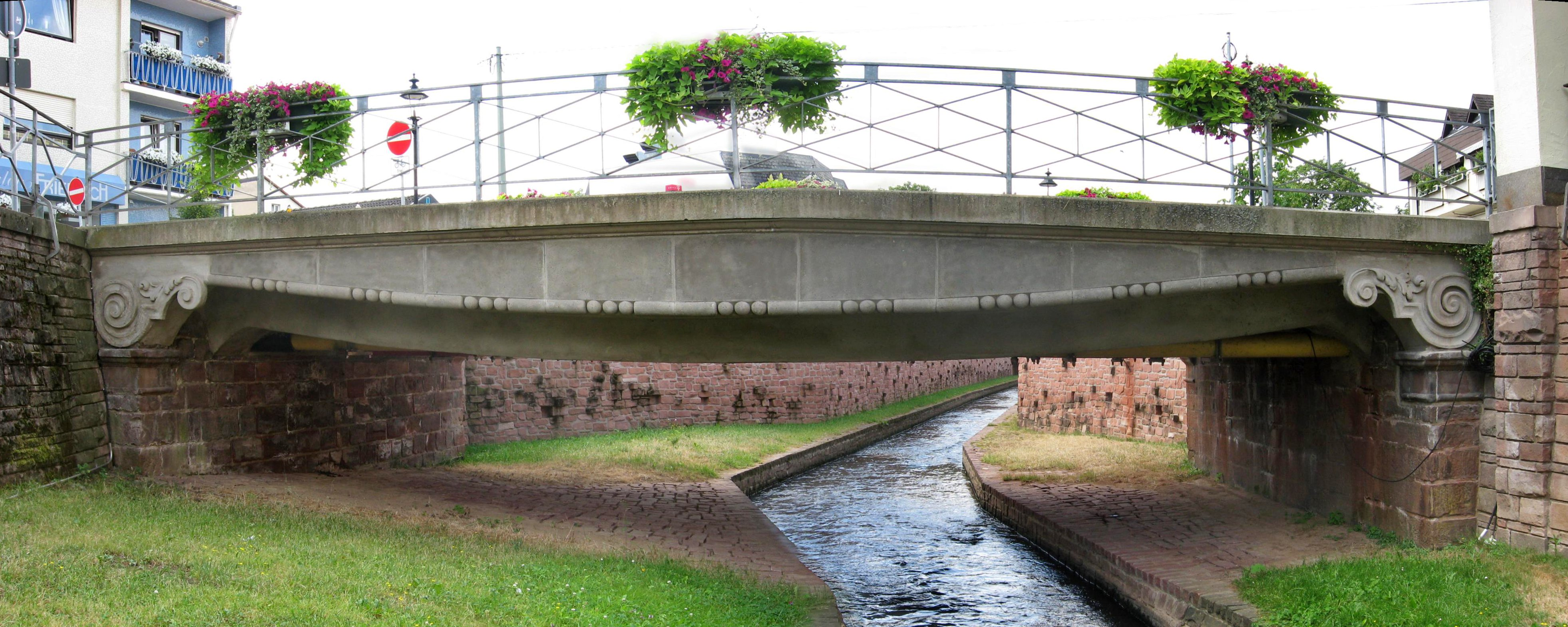
Die Seffersbachbrücke

Die Seffersbachbrücke ist eine Straßenbrücke in Merzig, auf der die Trierer Straße den Seffersbach überquert. Sie steht als letzte erhaltene Hängegurtbrücke nach dem System Möller im Saarland unter Denkmalschutz und ist ein bedeutendes Zeugnis für frühe Bauversuche mit Stahlbeton.

## Baugeschichte
Die Brücke wurde 1901 nach dem 1894 patentierten System des Braunschweiger Bauingenieurs Max Möller durch die Bauunternehmung Drenckhahn & Sudhop, die ebenfalls in Braunschweig ansässig und an der Entwicklung des Brückenbausystems beteiligt war, errichtet. 1936 wurde sie verbreitert und erhielt einen Gehweg auf der Westseite. Dadurch wurden die ursprünglichen Verzierungen der Brücke auf dieser Seite verdeckt. Im Zuge der Generalsanierung und des Rückbaus wurden diese Ornamente auf beiden Brückenseiten wieder sichtbar gemacht. Es handelt sich um stilisierte Eierstäbe an den äußeren Hängegurten und um Voluten an den Auflagern. Diese neobarocken Zierelemente wurden aus Zementstuck gefertigt.